# Derek Redmond
Derek Anthony Redmond (Bletchley, Milton Keynes, Buckinghamshire, Anglaterra, 3 de setembre de 1965), més conegut com a Derek Redmond, és un atleta britànic retirat. Durant la seva carrera, va registrar el rècord de la Gran Bretanya dels 400 metres i va guanyar la medalla d'or en el relleu de 4x400 al Campionat Mundial d'Atletisme de 1991, el Campionat d'Europa d'atletisme de 1986 i els Jocs de la Commonwealth de 1986.
La seva trajectòria esportiva ha estat marcada per les lesions. En els Jocs Olímpics de Barcelona 1992, era un dels favorits per guanyar la medalla d'or, però en les semifinals dels 400 metres es va trencar els músculs isquiotibials. Tot i la gravetat de la situació i que ja estava virtualment eliminat, va voler continuar i va acabar la carrera, ajudat pel seu pare, davant l'aplaudiment unànime de l'Estadi Olímpic de Montjuïc. L'episodi és un dels més recordats dels Jocs Olímpics contemporanis, i ha estat utilitzat pel Comitè Olímpic Internacional per explicar l'esperit olímpic. Va haver de retirar-se de l'atletisme professional, a conseqüència d'aquella lesió.
Des de llavors, Redmond va formar part de l'organigrama de la Federació Britànica d'Atletisme (UK Athletics), i es dedica a impartir conferències sobre motivació personal.
Es va retirar de l'esport el 30 de Octubre del 2022,